# Fernando Miyares y Mancebo
Fernando Miyares y Mancebo militar español destacado por sus campañas en Nueva España, fue hijo del Capitán General de Venezuela, Don Fernando Miyares Pérez y Bernal, y Doña Inés Mancebo de Miyares, ambos nacidos en Cuba. 
Nacido en la ciudad de Caracas en 1780. Joven, activo y emprendor, ha sido calificado como uno de los militares de más capacidad e instrucción que pasaron al Virreinato de Nueva España durante la revolución hispanoamericana. En 1803 con el grado de teniente de Ingenieros en nombrado ayudante del regimiento real de Zapadores y Minadores. Su historial militar incluye su participación en 1808 como capitán de ingenieros en el Regimiento de la Princesa del ejército expedicionario español en Dinamarca, exigido por Napoleón al monarca Carlos IV de España en virtud del Tratado de San Ildefonso (27 de junio de 1796) para proteger el país Báltico. 
En abril de 1815 el ministro de Indias comunica al gobernador de Veracruz la salida de Miyares al mando de 2.000 hombres para aquel puerto. Se comunica también que Pablo Morillo debía aportar 4.000 hombres más, lo que no llegó a materializarse. El 18 de junio de 1815 llega a Veracruz la Fragata Sabina y 9 transportes con tropas al mando del Brigadier Fernando Miyares y Mancebo:	
- El Regimiento Órdenes Militares, compuesto por 1,126 soldados y organizado en dos batallones, estaba bajo el mando del coronel Francisco Llamas.
- El Batallón Voluntarios de Navarra (anteriormente denominado Barcelona), con 623 soldados, estaba al mando del coronel José Ruiz.

El 24 de julio de 1815, el brigadier Miyares, abre su campaña con el ataque del batallón llamado de Ordenés Militares sobre la posición que retenía el general Guadalupe Victoria en el lugar denominado Puente del rey, y que resultó en una campaña de sucesivas victorias para las armas Realistas, liberando la ruta de Jalapa a Veracruz. Tras esta brillante acción fue nombrado gobernador de Veracruz. Sin embargo a causa de una lesión en el pecho Mirayes tuvo que viajar a España donde arribó en abril de 1816, falleciendo varios años más tarde, perdiéndose así uno de los militares de origen americano más valiosos en Nueva España.